# Gertraud Koch
Gertraud Koch (* 1964) ist Professorin für Volkskunde/Kulturanthropologie an der Universität Hamburg.

## Leben
Gertraud Koch studierte Kulturanthropologie und Europäische Ethnologie, Politikwissenschaft sowie Theater-, Film- und Fernsehwissenschaft an den Universitäten in Frankfurt und Tübingen. Sie produzierte einen Dokumentarfilm und schrieb eine wissenschaftliche Arbeit zu Film als Medium und Quelle kulturwissenschaftlicher Arbeit. 1999 promovierte sie im Fach Europäische Ethnologie bei Wolfgang Kaschuba an der Humboldt-Universität zu Berlin zu Technikgenese als kulturellem Prozess am Beispiel künstlicher Intelligenz. Danach arbeitete sie in der Erwachsenenbildung und konzipierte ein Mentoringprogramm für Studentinnen an der Universität Konstanz. 2001 wurde sie wissenschaftliche Mitarbeiterin an der Fachhochschule Furtwangen im Kompetenzzentrum Technology and Gender. Im Mai 2003 wurde sie Professorin für Kommunikationswissenschaft und Wissensanthropologie an der Zeppelin Universität Friedrichshafen. Seit 2013 ist sie Professorin für Volkskunde/Kulturanthropologie an der Universität Hamburg. Sie ist Mitglied des Expertenkomitee Immaterielles Kulturerbe der Deutschen UNESCO-Kommission.

## Publikationen
- Zur Kulturalität der Technikgenese. Praxen, Policies und Wissenskulturen der Künstlichen Intelligenz. Röhrig Universitätsverlag, St. Ingbert 2005, ISBN 3-86110-381-8.